# Addi Asme'e
Addi Asme’e is een stuwmeer in de Kola Tembien woreda van Tigray in Ethiopië. De aarden dam van 287 meter lang werd gebouwd in 1994 door SAERT.

## Omgeving
Het stroomgebied van het reservoir ligt op precambriaans metamorf gesteente. Het reservoir ondergaat snelle sedimentafzetting.